# منگو (نرم‌افزار)
منگو (Mango) (کوتاه‌شدهٔ واژه‌های انگلیسی Multi-Image Analysis and Navigation GUI) نام نرم‌افزاری آزمایشی است که برای کاربردهای تشخیصی در فیزیک پزشکی ساخته شده‌است.
این نرم‌افزار که توسط مرکز پژوهش‌های تصویری مرکز علوم درمانی تگزاس در سن‌آنتونیو طراحی شده‌است بر روی پلاتفورم جاوا نوشته شده و نیاز به نسخه JRE Version ۵٫۰ دارد.
این نرم‌افزار ناظر (viewer) دارای پلاگین‌ها و ابزار تحلیلی (analyzing tools) و هدایت گرافیکی (navigation) فراوانیست که به منظور رقابت با نرم‌افزار ایمج جی طراحی گردیده.
این نرم‌افزار برای داونلود و استفاده رایگان می‌باشد.
منگو در زبان ترکی به کسی گویند که به دلایل مشکلات در حنجره یا بینی تو دماغی حرف بزند.